# Јужно Поморавље
Јужно Поморавље је географска област која обухвата долину Јужне Мораве и шири простор у сливу те реке. Према хијерархији географских регија она представља субрегију мезорегије Јужна Србија, односно Планинско-котлинско-долинске макрорегије.
Јужно Поморавље може се посматрати у ширем и ужем смислу. У ширем смислу обухвата читав слив Јужне Мораве (припада му и регија Косовско Поморавље односно слив Биначке Мораве). Област у долини Јужне Мораве од Бујановца до Сталаћа представља Јужно Поморавље у ужем смислу.
Јужно Поморавље у ширем смислу ограничено је на југу српско-македонском границом, на истоку српско-бугарском границом, на североистоку регијом Балканска Србија (линија Руј–Бабичка Гора–Селичевица–Лесковик–Буковик), на северу регијама које припадају Западном Поморављу у ширем смислу и на западу Ибарско-копаоничким крајем и Косовом са Малим Косовом.

## Историјат
Пре 60 милиона година, почиње Алпска орогенеза (процес постанка веначних планина) набирањем настају Динарске и Шарске планине на западу и Карпатско-балканске на истоку. Раседањем српско-македонске масе (најстарије копно у Србији) настају громадне планине и котлине (Врањска, Лесковачка и Нишка).

## Физичко-географске одлике

### Геолошке одлике
Јужно Поморавље изграђено је од шкриљаца, гранита, андезита и кречњака. Северно од Бујановца налази се гранитна громада док се у Иногошту налази зона горњокредних кречњака, зона андезита и дацита.

### Геоморфолошке карактеристике
Јужно Поморавље је планинско долинско котлинска макрорегија и мезорегија јужне Србије. Родопска Србија обухвата јужне и југоисточне делове уже Србије. Окосница овог дела Србије је моравска удолина која је изграђена на простору родопске масе на западном рубу Карпатско-балканског руба. У ужем смислу то је долинска регија у којој се налазе меридијански поређане котлине које су настале комадањем родопске масе. Комадање родопске масе је почело у пиринејској фази алпске орогенезе, наставља се током средњег и горњег миоцена, што је омогућило трансгресији да захвати потолине северно и јужно од Грделичке клисуре. У морфологији рељефа се издвајају и површи, различитих висина. Површи су формирали сливови који су се формирали на дну моравске удолине још прејезерске трансгресије и чији су се изворишни краци сучељавали у Грделичкој клисури. Највише површи су флувијалног порекла. Серија површи испод најниже је такође флувијалног порекла. Пратећи регресију језера ка северу и југу реке су удубљивале своје долине. Композитна долина Јужне Мораве се састоји од: Врањске котлине, Грделичке клисуре, Лесковачке котлине, Печењевачког сужења, Брестовачке котлине, Корвинградског сужења, Нишке котлине, Мезграјског сужења, Алексиначке котлине и Сталаћке клисуре.
Врањска котлина је уска (6 km) и издужена (30 km). Везу између Врањске и Лесковачке котлине представља Грделичка клисура. Грделичка клисура дугачка је 30 km а усечена је у шкриљцима (гнајс Грделице). Она представља морфолошко развође између Панонског и Егејског басена. Лесковачка котлина има пречник од 50 km и округлог је облика. Спуштена је у Грделичкој висоравни. Нишко-алексиначка котлина представља двојно тектонско удубљење које је у неогену било испуњено језером. На завршетку Јужног Поморавља налази се 20 km дуга Сталаћка клисура. Она представља типску долину епигенију усечену у шкриљце између Послоњских и Мојсињских планина. Надморска висина ове клисуре је 501 m. Она је реперни облик (геоморфолошки фосил) за морфохидрогенезу слива (регије).
Клисуре су издубиле и Јабланица и Ветерница (чија је уска долина дубока до 350 m). Композитне долине имају Нишава, Топлица, Косаница. Композитна долина Нишаве састоји се од Пиротске котлине, Сопотског теснаца, Ђурђевпољске котлине, теснаца код Св. Оца, Белопаланачке котлине, Сићевачке клисуре и Нишке котлине.

#### Прешевска повија
Прешевска повија је морфолошки, хидролошки и саобраћајно веома значајна. То је према југу померено, релативно ниско, хидролошко развође између два велика басена (Панонског и Егејског) односно сливова Прешевске Моравице и Коњарске реке. Повија представља најнижи део Прешевско-кумановске удолине. Њено дно налази се на 460 m апсолутне висине. Прешевско-кумановска удолина између Врањске и Кумановске котлине је дужине 60 km а ширине 8 km . То је тектонско – ерозивно удубљење спуштено између шкриљасто-кречњачких планина Скопске Црне Горе – на западу и Рујена – на истоку. Повија се диже десетак метара над Прешевским пољем, покривена је речним шљунком и песком – од ње се вода разилазила Ј. Морави и Вардару . Прешевску повију користе магистралне моравско-вардарске саобраћајнице.

#### Косовско Поморавље
У Косовском делу су б регије – Биначком крају су: Гњиланска котлина, Угљарска сутеска (која спаја Гњиланску котлину и Изморник), Изморничка клисура 15 km, Изморничко проширење и Кончуљска клисура 14 km (која спаја Изморник са Врањском котлином). На северу је Новобрдска Крива Река, брдско-планинска област у којој извире истоимена река, која је највећа протока Биначке Мораве.

## Реке Јужног Поморавља
Главни водоток је Јужна Морава са својих 157 притока. Најважније леве притоке су: Бистрица, Калиманка, Јабланица, Ветерница, Пуста река и Топлица. Десне притоке су Врла, Џепска река, Предејанска река, Козарачка река, Власина, Нишава (најдужа притока) и Сокобањска Моравица.

## Становништво и привреда
Прометна долина Јужне Мораве је одавно настањена. Лесковачка и Нишка котлина биле су густо насељене још у преримско доба, као и сада. Нарочито су густо насељене котлинске равни. У Јужном Поморављу живе досељеници из јужних крајева који су се населили у Врањској котлини, у Иногдишту, Пољаници, Пустој реци, Лесковачкој котлини, Заплању, Добричу и Нишко-алексиначкој котлини; затим шопско становништво у Власини и Крајишту и у оазама Јужног Поморавља; даље, досељеници са Косова и Метохије у Косовском Поморављу, Копаонику и Топлици где има и Динарских досељеника. Јужно Поморавље је плодно, јер се знатним делом састоји од речних и језерских седимената. Међутим, укупно узевши, тло Јужног Поморавља знатно заостаје за тлом Великог Поморавља, у којем је земљиште плодније, равнице и побрђе пространије, талози већи, мање надморске висине не изазивају ерозије и бујицу.
Кватарне наслаге Бинача су под ливадама, шитом и дуваном. Дна свих котлина су под ливадама и културама кукуруза, конопља, као и осталим влажним културама и баштама. На сувим неогеним брежуљцима, поред воћа и дувана гаји се и винова лоза. Лесковачке котлине су под њивама и виноградима, а долинске равни су под поврћем и конопљом.
Јужнопоморавски крајеви се више специјализују у пољопривредној производњи. Нарочито се истиче повртарство. Гајење паприка (Лесковац), парадајз, кромпир и бостан (Добрич). Поједина села производе баштованске културе за домаће и страно тржиште.
Планински ободи котлина више су голи јер је земљиште обешумљено због раније претеране сече. По ободу Лесковачке котлине се местимично очувала букова шума. Рудно богатство Јужног Поморавља, у ширем смислу, је чак богато рудама, али не толико као карпатска Србија.
Долина Јужне Мораве је богата угљем. Алексиначки рудници угља дају мрки угаљ. Код Алексинца и Врања има уљаних шкриљаца из којих се може добити нафта. Код Врања има асфалта. Код Прешева има Хрома а код Бујановца антимона и графита.
Новобрдски рудоносни рејон спада у наша најпознатија рудишта. Рудник леуцита код Гњилана даје вештачко ђубриво.

## Насеља
Долина Јужне Мораве је одувек добро насељена.
Сеоска насеља у котлинама и долинама су збијена, налазе се дуж путева и брже се развијају од планинских села, која су разбијена. Планинска села одликује емиграција њихових становника.
Ниш (184.635 ст) је стари римски град, турска тврђава и други савремени центар уже Србије. У турско време Ниш је био погранични град. Ниш је одувек имао улогу индустријског града. Први је добио индустрије у вези са железничким саобраћајем. Прометни положај Ниша утицао је да он постане тржиште плодне околине. У Нишу је најразвијенија метало-прерађивачка индустрија. Ниш је јако гравитационо средиште што потврђују знатне дневне миграције. У близини Ниша налази се Нишка Бања са радиоактивном водом. У овом граду се налази Ћеле кула, историјски споменик Србије.
Алексинац највеће насеље алексиначке котлине. Он се није јаче развио због близине Ниша. Рудници угља у близини града развили су ново насеље.
Лесковац је по величини други град Јужног Поморавља. Седиште је Лесковачке котлине и Дубочице. Лесковац лежи на месту где се стичу путеви, који воде долинама Јужне Мораве. Лесковац је у 19. веку био познат занатско-трговачки град. У Лесковцу се традиционално гаји конопља која је омогућила развитак текстилне индустрије након изградње железнице.
Врање је познато старо занатско-трговачко насеље. Удаљено је од железнице 3 km. Средиште је Врањске котлине. У близини Врања налази се рудник фелдспата и позната Врањска Бања.
Остала битна насеља су: Врањска бања, Владичин Хан, Бујановац, Прешево, Гњилане и Ново Брдо.

## Саобраћај
- Коридор 10
- Аеродром Константин Велики
- Аеродром Мира
- Аеродром Бојник